# 戴高乐广场
戴高乐广场（法語：Place Charles de Gaulle）是法国巴黎十七區主要广场之一，也是巴黎凯旋门的所在地，始建于1892年，1899年落成。原名星形广场（Place de l'Étoile），1918年为纪念一战胜利而改名为胜利广场；二戰法國遭納粹德國占領期間，被改名为贝当广场。1970年11月13日，為紀念逝世不久的前法國總統夏爾·戴高樂為國家做出的巨大贡献而改为现名。

## 概覽

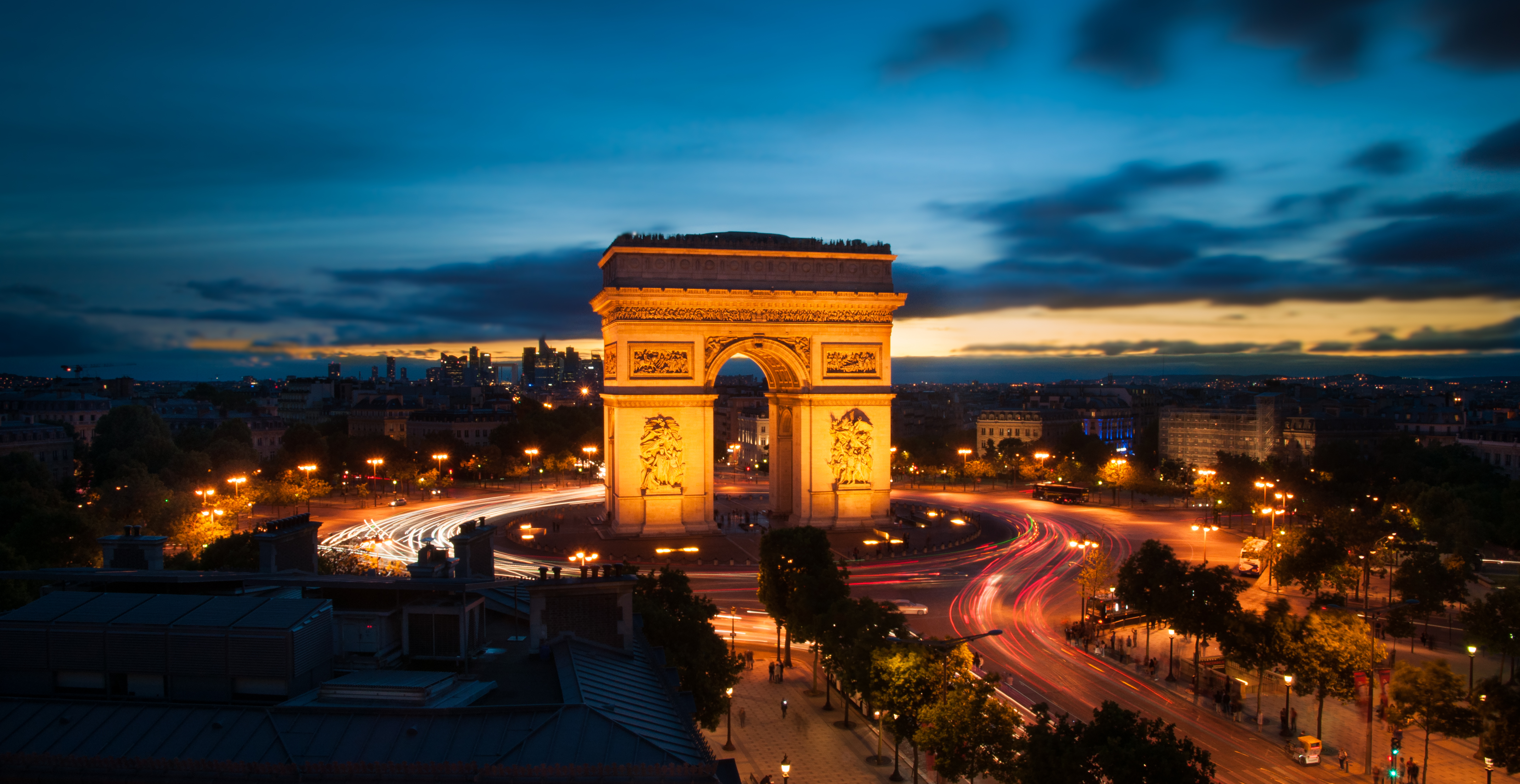
戴高乐广场

戴高乐广场位于塞纳河以北，是十二条主要道路的交汇点，其中最著名的就是向东南延伸的香榭丽舍大街。这十二条大街按照顺时针从北方依次为：
1. 瓦格兰大街（Avenue de Wagram）
2. 奥什大街（Avenue Hoche）
3. 弗里德兰大街（Avenue de Friedland）
4. 香榭丽舍大街（Avenue des Champs-Élysées）
5. 马索大街（Avenue Marceau）
6. 耶拿大街（Avenue d'Iéna）
7. 克勒贝尔大街（Avenue Kléber）
8. 雨果大街（Avenue Victor-Hugo）
9. 福煦大街（Avenue Foch）
10. 大军团大街（Avenue de la Grande-Armée）
11. 卡諾大街（法语：Avenue Carnot (Paris)）
12. 麦马汉大街（Avenue Mac Mahon）

2005年，冒着极大的争议，巴黎市政当局对戴高乐广场进行了整修。

戴高樂廣場平面圖

## 外部連結
- Satellite image from Google Maps